# Economía del Imperio carolingio

Evolución del Reino Franco.

La economía del Imperio carolingio forma parte de la economía de la  Edad Media; únicamente desarrollada en el Centro de Europa. Se discute si se trataba de una economía agraria cerrada de subsistencia o, por el contrario, de intercambio y generadora de un beneficio. 

## Modelo económico
La tesis de Henri Pirenne apuesta porque las invasiones germanas de los siglos V y VI no habían destruido lo esencial de la estructura del mundo antiguo y el Mediterráneo continuaba siendo una vía de comercio entre un oriente más industrial y urbano y un occidente más rural. Para él, el corte en el comercio vendría por las invasiones musulmanas. Este corte se produciría entre los siglos VII y VIII y haría que la economía se replegara y se basara en la tierra, por lo que la economía carecería de intercambios y no generaría grandes riquezas; es decir, sería una agricultura de subsistencia. Esto coincide con el nacimiento del Imperio carolingio.
Según Wickham, los invasores germánicos y la crisis del estado romano van a producir una crisis del comercio a largo alcance en los siglos V y VI, ya que después de la caída del Imperio Romano los reinos germánicos imitaron la tributación romana.
Para Carlo Maria Cipolla, la economía de la Alta Edad Media era una economía de subsistencia debido a una serie de características:
1. No hay una división social del trabajo; es decir, no hay una especialización.
2. No hay una división regional de la producción.
3. No hay seguridad viaria, ni por tierra ni por mar.

4 No hay capacidad de producir excedente, ni a nivel campesino ni a nivel de los señores. El campesino tiende a producir para su subsistencia; si hay excedente debe almacenar la cosecha para los malos años ( en realidad no hay que olvidar la importancia de los sistemas sociales de base campesina "Wickham", ya que en dichas comunidades existe capacidad potencial de producción excedentaria. Potencialidad que no es explotada debido a la incapacidad de los señores de realizar una extracción forzosa, razón por la cual estas comunidades producen sólo lo necesario para el autoconsumo) por lo tanto es relativo el hecho de la excesiva presión señorial como factor limitante de la producción excedentaria . Además debe pagar una renta o censo al señor. También se producen las corveas, por lo que si tienen tiempo libre no pueden dedicarlo a una mayor producción, sino que deben trabajar en la reserva señorial. Los señores sí tienen excedente, ya que tienen una gran extensión de tierras y reciben la renta. Pero a pesar de esto tampoco se produce una comercialización, ya que hay una tendencia a almacenar y no invertir en aumentar la producción (roturación de tierras, molinos, etc); por el contrario, hay un consumo suntuario (joyas, telas, etc.).
De acuerdo con Perroy, no se puede decir que la economía carolingia sea totalmente cerrada o de subsistencia, sino que hay un desarrollo del comercio local, incluso regional y por supuesto un mercado internacional de productos de lujo destinados a la satisfacción de las necesidades de una clase dominante.
Según Pierre Toubert (ha trabajado sobre Italia), no se puede decir que la economía en los siglos VIII-X sea cerrada, ya que sería inexplicable el gran desarrollo económico y urbano del siglo XI. El régimen domanial o dominical sí generó una economía de mercado entre los siglos IX y X, menor de la que va a tener lugar en el siglo XI pero que ya anuncia el desarrollo mercantil y urbano de éste. Se produce un cambio en el eje de desarrollo, pasando del Mediterráneo al Mar del Norte.
También en muchos polípticos se percibe que la renta que tiene que pagar el campesino debe ser en dinero o en especie. Según Toubert, el señor prefería el pago en dinero para así poder comerciar; por el contrario, Cipolla cree que al señor le daba igual.

## Reforma monetaria
Carlomagno pretendía acabar con la diversidad de monedas que existían al comienzo de su reinado, estableciendo en el 781 un sistema monetario que perduró en el tiempo y se impuso como modelo de muchos países europeos durante el Antiguo Régimen. Se basaba en una moneda de plata, la libra (precedente de la livre tournois -libra tornesa-), dividida en 240 denarios (deniers). El sou (derivado del solidus) funcionó como moneda de cuenta, con un valor de doce denarios. No se acuñó, pero se emitían bonos tales como el "sou de grano" que equivalía a la cantidad de grano que podía comprarse con doce denarios.
El fuerte valor del denario y la inexistencia de monedas fraccionarias de menor valor indica que los intercambios monetarios no eran algo cotidiano; aunque hay pruebas suficientes para determinar que con las monedas acuñadas en el periodo carolingio se realizaba comercio.

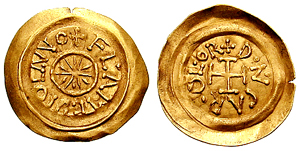
Tremissis de Milán, ca. 773-781.
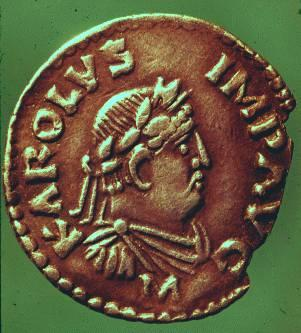
Denarius probablemente acuñado en Melle, ca. 812-814.

- Wikimedia Commons alberga una categoría multimedia sobre monedas de Carlomagno.

## El comercio en el período carolingio
Existe un comercio local caracterizado en los siglos VIII y IX por la multiplicación de los mercados, forum o mercatum, que son normalmente semanales. En el año 744 una capitular de Carlos Martel obligaba a abrir un mercado en cada ciudad. En el 864 un edicto de Carlos el Calvo intenta restringir su número, ya que tenía dificultad para controlarlos fiscalmente y cobrar los derechos de tonlieux (derechos de paso). La proliferación, más que ser prueba de la prosperidad, es síntoma de que las rutas eran poco seguras y que la población se vio obligada a comprar en lugares próximos.
En segundo lugar, hay un comercio regional de grano, vino, pescado, metales y sal.
Finalmente, hay un gran comercio de productos de lujo que vienen de oriente, como especies, productos exóticos como los dátiles, arroz, productos textiles como sedas y brocados que llegan a través de dos vías fundamentalmente:
1. Vienen del Volga, en contacto con los bizantinos y los musulmanes abbasies.
2. Rutas fluviales con el mar Negro y después por los ríos Dnieper, Lovat o Voljov.

Ambas rutas comerciales llegan hasta el Báltico y el Mar del Norte, que es utilizado por los Vikingos.

## La economía rural en el mundo carolingio
Vernulst, al contrario, dice que los grandes dominios se encuentran entre el Rin y el Loira (regiones poco romanizadas), por lo que los dominios serían herederos de la etapa merovingia.
Hay una estructura bipartita:
1. Terra indominicata (reserva señorial): trabajada por esclavos denominados praebendarii establecidos en torno a la curtis.
  1. Curtis: edificios del señor, establos, cervecerías; es decir, la pequeña industria.

Los Curtis tenían amplias piezas de tierra de cultivo y con espacios valdíos, generalmente en la periferia.
1. 1. Terra arabilis (tierra arable o cultivable)
  2. Terra inculta (saltus o tierra no cultivada)
2. Terra mansionaria: que estaría trabajada por los tenentes, que pueden ser hombres libres (colonos) o esclavos (siervos).

La relación de los tenentes con el señor es el pago de una renta, pero además existe el trabajo gratuito en la reserva del señor, que se denomina corvea (esto es un punto de diferencia con el sistema merovingio, donde las corveas solo se daban en regiones como Alamania y Turingia, donde se denominaban rigas y eran muy restringidos).
Otra forma de distinción es que el dominio carolingio es más grande y extendido y además la reserva del señor es menor proporcionalmente que en el dominio merovingio (carolingio 20-40% - merovingio 2/3), ya que tienen más capacidad de cobrar renta, por lo que no necesita mayores tierras trabajadas por esclavos, que además son menos rentables.
El Manso era una pequeña explotación agrícola, concedida a campesinos, generalmente libres, que estaban obligados a pagar ciertos censos en metálico o en especies y a trabajar los campos de la reserva señorial en unos días determinados. 
El tipo de tenencia o manso es también de varios tipos:
1. Mansus Indominicatus: manso del señor, la explotación agrícola que tenía todas sus dependencias, con un centro de explotación agrícola.
2. Mansus Servi: ya que en su origen fue trabajado por esclavos. Estaba sujeto a corveas de tipo manual durante todo el año.
3. Mansus Ingenuile: ya que estaba trabajado por hombres jurídicamente libres. En estos las corveas eran de tipo estacional (cuando el agricultor estaba más libre de trabajos agrícolas), sobre todo transporte.
4. Mansus Libre que comprendía unos 5 bonniers de tierra de labor.
5. Mansus de Reserva Señorial alcanzaba unos 262 bonniers.

Georges Duby decía que " el manso de la época carolingia constituye la unidad típica de explotación ajustada a la fuerza y las necesidades de una familia" Comprende un centro de explotación ( vivienda, edificios agrícolas, pequeño jardín) y tierras de cultivo, no necesariamente de un solo arrendatario, así como derechos de uso sobre los eriales de la reserva.